# 1640 aux échecs
| Années des échecs : 1637 - 1638 - 1639 - 1640 - 1641 - 1642 - 1643    |
| Décennies des échecs : 1610 - 1620 - 1630 - 1640 - 1650 - 1660 - 1670 |

Cet article présente les faits marquants de l'année 1640 aux échecs.

## Nécrologie
- Mort vers 1640 (date inconnue) : Alessandro Salvio[1].